# Antonio de Sosa
Antonio de Sosa was een 16e-eeuwse Portugese geestelijke, beambte en historicus. Hij bracht vier jaar in Barbarijse slavernij door en gebruikte dit wedervaren om een boek te schrijven over Algiers.

## Leven
De Sosa was een erudiet man. Uit zijn werk kan worden afgeleid dat hij Latijn, Grieks en Hebreeuws beheerste, en uit zijn aanspreektitel dat hij doctor in de rechten moet zijn geweest. Hij behoorde tot de orde der augustijnen, werd tot Spanjaard genaturaliseerd en ging werken voor de Hispano-Italiaanse bureaucratie. In april 1577 scheepte hij in op de San Pablo van Barcelona naar Sicilië om deken te worden van de dom van Agrigento. Toen Barbarijse zeerovers de galei onderschepten, werd hij met 290 anderen opgebracht naar Algiers, waar hij als slaaf werd verkocht. Zijn eigenaar, Ka'id Mohammed, was een tot de islam bekeerde jood. 
Dankzij de belangstelling van koning Filips II van Spanje, die hij herhaaldelijk aanschreef, werd De Sosa eind 1581 vrijgekocht en kon hij zich naar Agrigento begeven. Al snel vernam de koning dat De Sosa met vrouw en kind was en zonder pauselijke toestemming de augustijnerorde had verlaten. Dit waren ernstige misdrijven die tot vervolging leidden. Het zou verklaren waarom De Sosa zijn geschiedwerk over Algiers niet onder eigen naam kon uitbrengen. Hij moet het manuscript hebben toevertrouwd aan de inquisiteur Diego Haëdo, wiens gelijknamige neef het in 1612 publiceerde onder de titel Topografía e historia general de Argel. Hoewel het boek een negatieve blik werpt op de cultuur en de religie van Algiers, geeft het ook blijk van een diepe fascinatie. Voorts bevat het waardevolle informatie over Miguel de Cervantes, die het lot van De Sosa had gedeeld in Algiers en die er zijn vriend was geworden. 
Ondanks zijn problemen was De Sosa in 1581 in Madrid. Voor het gerecht trad hij op als getuige ten gunste van zijn vriend Cervantes in de zogenaamde Información de Argel. Na februari 1582 komt De Sosa niet meer voor in de bronnen. Hij moet rond die tijd gestorven zijn of uiterlijk binnen de vijf jaar na zijn vrijlating, niet zonder gratie te hebben gekregen van de paus. De voornaamste biografische informatie over hem komt uit het geschiedwerk dat aan hem wordt toegeschreven, vooral uit de drie dialogen waarin hij optreedt.